# New International Encyclopedia
New International Encyclopedia (engl. Nova međunarodna enciklopedija) bila je američka enciklopedija koju je prvi put godine 1902. izdala kompanija Dodd, Mead and Company. Poticala je od International Cyclopaedia ("Međunarodne ciklopedije") (1884.).
Originalno se sastojala od 17 svezaka, ali je 1906. povećana na 20 svezaka. Drugo izdanje iz 1914. je imalo 24 svezaka.
Godine 1926. je u Cambridgeu u državi Massachusetts tiskan poseban dodatak u izdanju The University Press, koji između ostalog sadrži i članak o Adolf Hitleru i njegovim aktivnostima u razdoblju od 1920. do 1924. godine.
New International Encyclopedia je sadržavala brojne i raskošne ilustracije i zemljovide, a poseban je naglasak stavljen na životopise. U njenoj izradi je sudjelovalo oko 500 osoba. Većina članaka koja se odnosi na biologiju je danas zastarjela.

## Vanjske poveznice
- The New International Encyclopedia